# Tossal de Canemars
El Tossal de Canemars és una muntanya de 1.003 metres que es troba al municipi de la Quar, a la comarca catalana del Berguedà.